# Chagan'aobao (socken i Kina, lat 42,20, long 111,86)
Chagan'aobao (kinesiska: 查干敖包, 查干敖包苏木) är en socken i Kina. Den ligger i den autonoma regionen Inre Mongoliet, i den norra delen av landet, omkring 160 kilometer norr om regionhuvudstaden Hohhot.
Genomsnittlig årsnederbörd är 373 millimeter. Den regnigaste månaden är juli, med i genomsnitt 89 mm nederbörd, och den torraste är januari, med 2 mm nederbörd.